# لو کاستل
لو کاستل (اسپانیایی: Lou Castel‎؛ زادهٔ ۲۸ مهٔ ۱۹۴۳) بازیگر اهل کلمبیا است.
از فیلم‌ها یا برنامه‌های تلویزیونی که وی در آن نقش داشته است، می‌توان به راهبه قاتل، سپاسگزارم، خاله، پلنگ، دوست آمریکایی، گذرگاه کاساندرا، سال اسلحه، جزیره گنج، داغ ننگ، یک گلوله برای همه، ساعت چنده؟، راهبه، آخرین روز مدرسه پیش از کریسمس، چه کسی دادستان را کشت و برای چه؟ و گالیله اشاره کرد.